# Кисэн

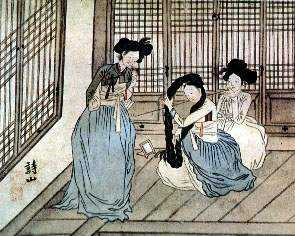

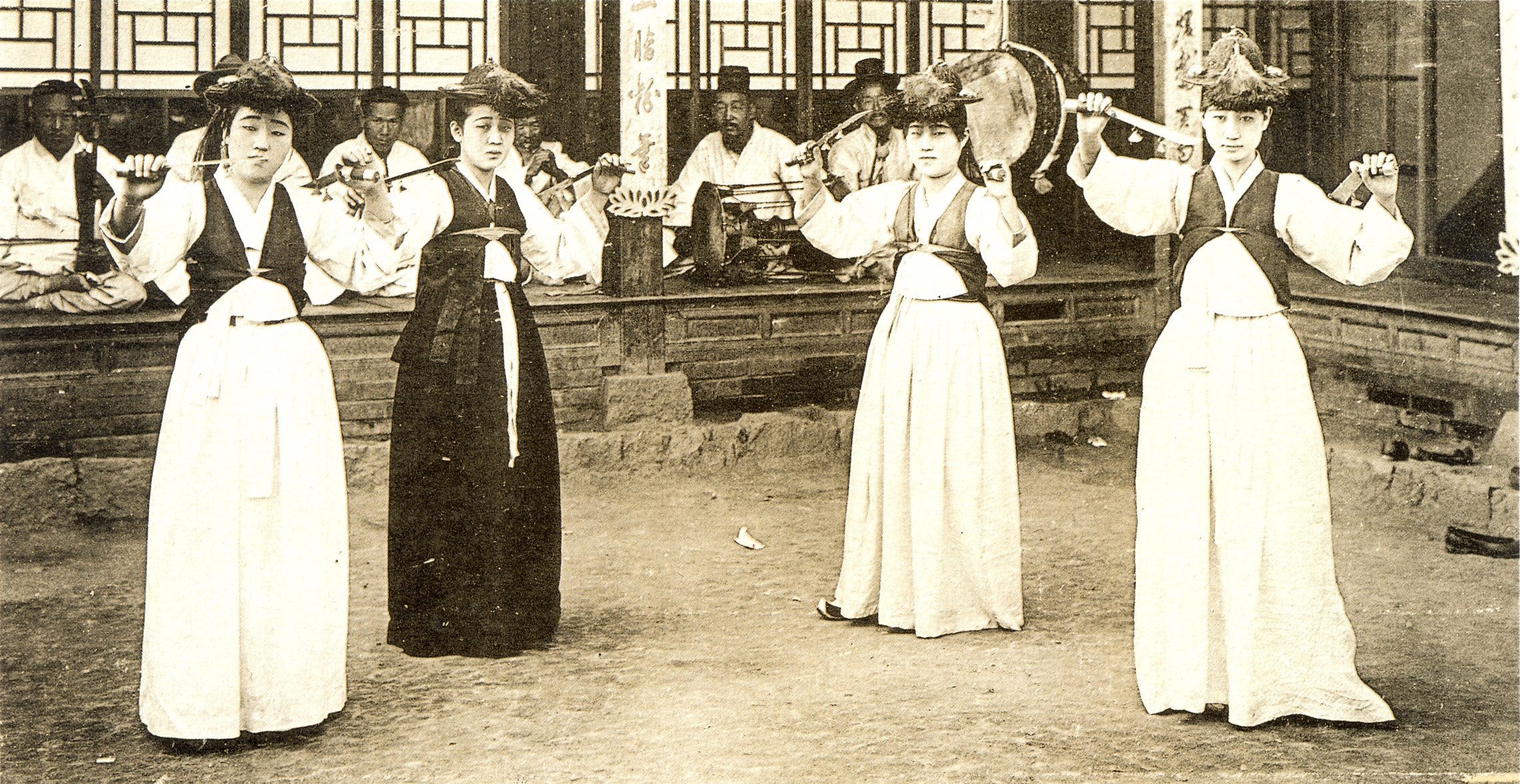
Кисэн исполняют танец с мечами.

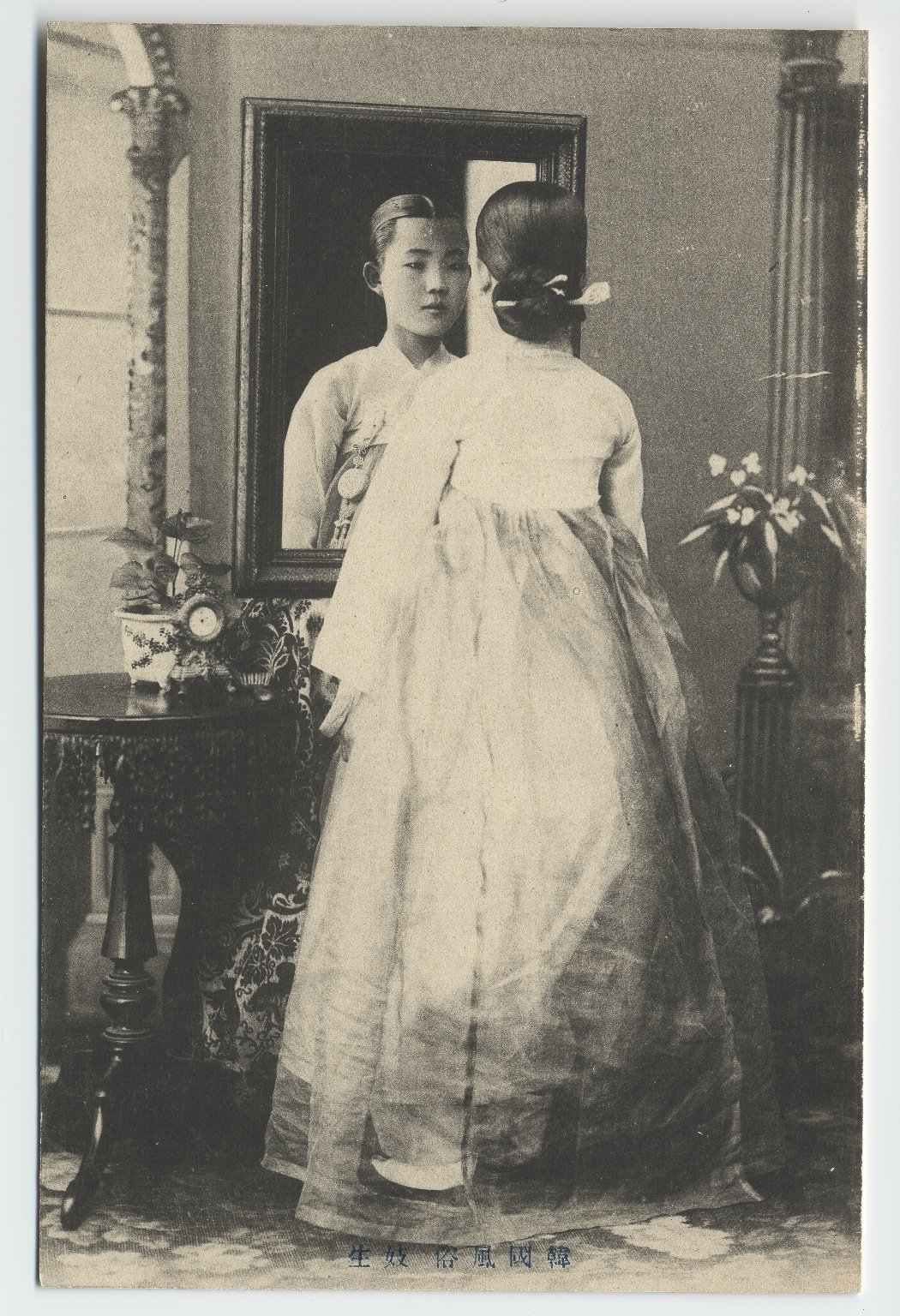
Кисэн перед зеркалом.

Кисэн (кор. 기생?, 妓生?), кинё (кор. 기녀?, 妓女?) — в Корее артистка развлекательного жанра. 
Первый слог слова означает «артистка, певичка», второй — «жизнь». Это были куртизанки, обученные музыке, танцам, пению, поэзии, поддержанию разговора — всему тому, что было необходимо для развлечения мужчин из высших классов на банкетах и вечеринках. Они подавали еду, напитки, за деньги оказывали интимные услуги, но не были проститутками как таковыми. Впервые появившись во времена Корё (X—XIV вв.), кисэн были фактически государственными крепостными. Профессиональной деятельности предшествовало серьёзное обучение. Кисэн играли важную роль в корейском обществе. Во время войн они выполняли не только свои прямые обязанности, но и оказывали медицинскую помощь раненым, ухаживали за больными. Кисэн оставили заметный след в корейской литературе, как в качестве героинь произведений, так и в качестве их авторов.

## История
Официальная история Кореи замалчивает факты, связанные с кисэн. Упоминания о них встречаются изредка в документах типа «Корёса» или «Чосон Ванджо Силлок». Также кисэн часто являются героями «анекдотов» позднего Чосона. Даже сейчас официальная история Кореи практически не рассказывает о кисэн. К примеру, «Новая история Кореи» Ли Гибэка не содержит и строчки о них.
В то же время, отдельные кисэн становились персонажами народных преданий, как, например, знаменитая поэтесса и куртизанка Хван Джин И (1506—1544).

### Возникновение
Считается, что культура кисэн была привнесена в Корею из Китая. Там подобных женщин называли ицзи.
Существует несколько версий о времени появления кисэн. Одна из теорий говорит о том, что кисэн появились в государстве Силла среди вонхва, женщин-предшественниц хваранов. Однако существует мало общего между вонхва из Силлы и кисэн Чосона. К примеру, вонхва выбирались из аристократии, тогда как кисэн были женщинами низших классов.
Другие теории прослеживают следы кисэн в раннем Корё. В то время по стране бродило много жителей бывшего государства Пэкче. Первый король Корё, Тэджо, считал этих бродяг опасными для своего правительства и выпустил указ о превращении их в государственных рабов. Вполне вероятно, что первые кисэн были из этих бывших бродяг.

### Корё
Несмотря на споры о времени происхождения, формирование кисэн как класса произошло ещё в эпоху Корё (935—1394). Первые упоминания о них относятся к началу XI века. В то время они преимущественно занимались музыкой, медициной и пошивом одежды, а роль, которую кисэн стали играть позже, занимали придворные развлекательницы.
Из-за роста численности кисэн во время правления короля Мёнджона государство стало вести учётные записи кисэн, называемые киджок). Примерно в то же время правительство предприняло попытки основать образовательные учреждения для кисэн. Эти академии, известные как кёбаны, впервые появились в документах во время их упразднения при короле Хёнджоне в 1010 году. Однако они были вновь открыты во время правления короля Чхуннёля. В кёбанах обучали музыке стилей тангак и согак.
Девушки, обученные в кёбанах, предназначались исключительно для придворного увеселения. Их роль во внутренних делах королевского двора была исключительно высокой. Они развлекали как короля, так и высокопоставленных гостей — эти обязанности сохранились и во время периода Чосон. Вдобавок, начиная с правления короля Мунджона, они принимали участие в официальных государственных церемониях.

### Чосон

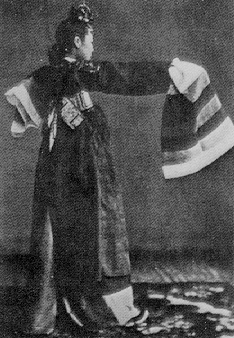
Кисэн в Пхеньяне 1890 год.

Корё было предшественником династии Чосон, 1394—1910. В это время институт кисэн достиг своего расцвета, несмотря на попытки правительства отменить его.
Государственной религией в Чосон было конфуцианство, и многие конфуцианские государственные деятели весьма негативно относились к женщинам, имевшим какую-либо профессию, в том числе и к кисэн, и делали неоднократные попытки запретить их, однако без особого успеха. Одно из таких предложений было сделано во время царствования Седжона, однако король предпочёл сохранить кисэн как класс.
Во время короткого и жестокого царствования Ёнсангуна, 1494—1506, кисэн стали воплощением излишеств королевского двора. Ёнсангун обращался с девушками исключительно как с источниками удовольствия. В королевский дворец было привезено около тысячи девушек, за многих из них платили из государственной казны. Он был первым, кто ввёл иерархию в среде кисэн, разделив их на «небесных», с кем он спал, и «земных», которые выполняли другие функции.
В 1650 году все кисэн были объявлены государственными крепостными. Кисэн, приставленные обслуживать государственные учреждения, были известны под именем кванги. По закону они не могли оказывать сексуальные услуги начальству, однако факты принуждения к близости со стороны государственных служащих были часты. Кисэн часто разделялись на тех, кого принуждали спать с начальниками учреждений, и на тех, кто избежал такой участи. Такое разделение можно найти в популярной балладе Сказание о Чхунхян.
Реформа Кабо 1895 года официально отменила классовую систему Чосона и рабство вообще. С тех пор номинально кисэн стали свободны. Однако на практике многие из них оставались в положении рабынь и много лет спустя. Вдобавок, большинству из освобождённых девушек было просто некуда идти и нечем зарабатывать на жизнь. В течение последующего десятилетия многие из них уехали на заработки в Японию.

### Современные кисэн
В XX веке, особенно во время японского господства, многие из кисэн опустились до уровня обычных проституток.
Некоторые так называемые дома кисэн продолжают работать в Южной Корее, хотя и имеют мало общего с традиционной культурой кисэн.

## Социальный статус

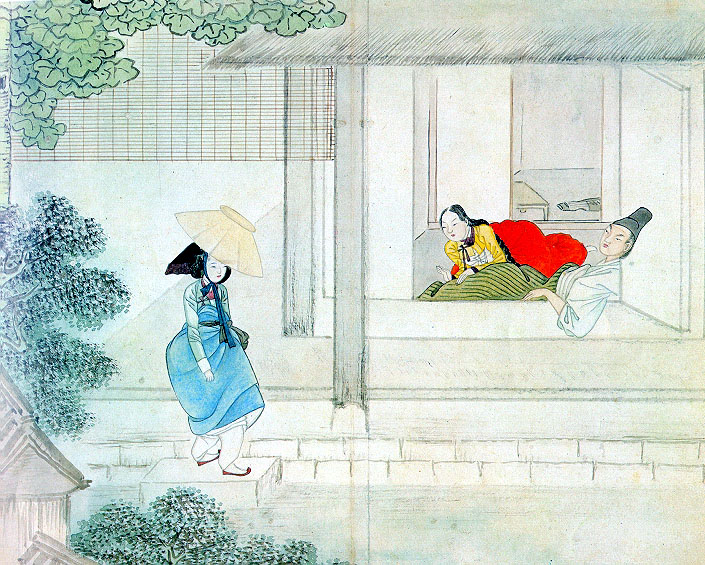
Комната кисэн

Во времена Корё и Чосон социальный статус кисэн назывался чхонмин, это был самый низкий ранг в обществе того времени, кисэн приравнивались к крепостным. Статус был наследственным, поэтому дочь кисэн тоже ею становилась. Начиная с Корё правительство каждого округа вело реестр всех кисэн в нём. Перестать быть кисэн можно было, только если её брал в жёны представитель знати, однако такое было редкостью.
Многие кисэн были поэтессами, оставившими обширное наследние в виде стихов сиджо. Темы стихов обычны для несчастных женщин: это разбитое сердце, тоска и расставание. Во многих поэмах звучат призывы известным людям провести с ними ночь. Стиль сиджо в корейской литературе ассоциируется в основном с кисэн, тогда как женщины статуса янбан специализировались в поэзии стиля каса.
В переписи населения кисэн вносились отдельным пунктом. Они имели более высокий статус, чем рабы, хотя и принадлежали тому же социальному рангу чхонмин.

## Карьера

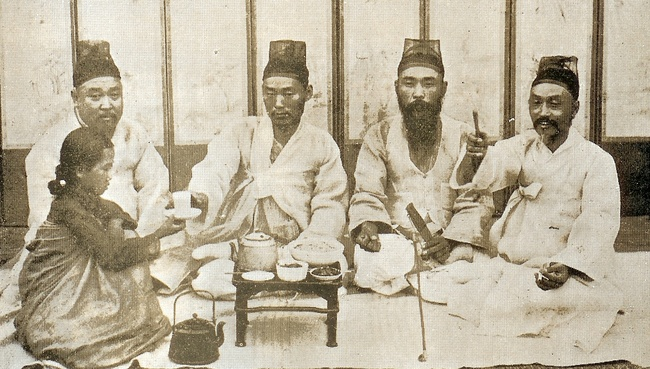
Комната кисэн (1910)

Обучение обычно начиналось в возрасте восьми лет. Карьера большинства кисэн была очень короткой: достигнув пика в 16-17 лет, она заканчивалась обычно к 22 годам. Очень немногие могли продолжать своё ремесло в старшем возрасте (хотя по закону возраст выхода на пенсию для них составлял 50 лет). Лучшей судьбой для кисэн было стать любовницей богатого аристократа или купца, однако очень немногие мужчины того времени отваживались на такой шаг, поэтому большинство кисэн становились официантками или прислугой в трактирах и пивных.
В период позднего Чосона для кисэн была разработана трёхранговая система: высший ранг, хэнсу (행수,行首) танцевал и пел для представителей высшей знати. Хэнсу запрещалось работать в индустрии развлечений после достижения тридцатилетнего возраста. Однако им разрешалось работать по другой профессии, портнихи или прислуги, до пятидесятилетнего возраста. Большинство кисэн королевского двора носили ранг хэнсу, их также называли сонсан (선상). Хэнсу каждого района воспитывали и присматривали за другими кисэн.
Средним классом был ису (二首), развлекательницы, оказывающие помимо прочего и платные сексуальные услуги. Кисэн низшего ранга, самсу (삼수, 三首) запрещалось исполнять песни и танцы хэнсу. Эта система продержалась до конца XIX века.

### Как становились кисэн

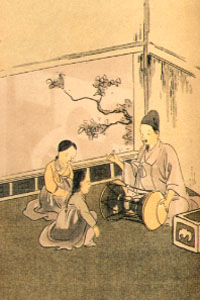
Молодая кисэн, обучающаяся музыке, 1910.

Женщины становились кисэн разными путями. Некоторые из них наследовали свой статус от матерей, другие продавались в центры обучения своими родителями, которые из-за бедности не могли содержать большую семью. Большая часть таких семей была ранга чхонмин, однако иногда и разорившиеся свободные люди продавали своих дочерей. Иногда, но редко, даже обедневшая аристократия (янбаны) допускала такие поступки.
Государство было заинтересовано в том, чтобы кисэн получали надлежащее образование: в период Корё по всей стране были открыты школы кёбан для их обучения. Основной упор делался на музыку и танцы.
При трёхранговой системе позднего Чосона были открыты специализированные школы для кисэн первого ранга. Курс обучения длился три года, в течение которых девушки изучали поэзию, танцы, музыку и искусство. Наиболее известная школа была расположена в Пхеньяне. Эта система существовала и во время японского колониального правления: в этот период такие школы назывались квонбон (권번).

## Образ жизни
Так как кисэн фактически были государственными рабынями, их жизнь строго контролировалась. Над ними стояли специальные служащие, известные под именем ходжанов. Ходжанам вменялась регистрация кисэн, они также следили за тем, чтобы девушки не сбежали. Кисэн должны были дважды в месяц проходить обследование у ходжана. Вдобавок время от времени кисэн проходили обучение на дополнительных курсах, обычно по музыке и танцам.
Однако государство не имело возможности вмешиваться в работу кисэн. Контроль над ними обычно держался старшими кисэн ранга хэнсу. Если между клиентом и девушками возникали проблемы, их решением занимались хэнсу.
Кроме того, большинство кисэн имело кибу («муж кисэн»), которые обеспечивали защиту девушек, наподобие современных сутенёров. В основном кибу были бывшими солдатами или правительственными служащими.
Дома кисэн во времена династии Чосон обычно располагались в центре городов, нередко рядом с рынком. В большинстве случаев расположение было выбрано так, чтобы вокруг открывался хороший вид, дворы домов тщательно подметались и украшались.

## Политика и дипломатия

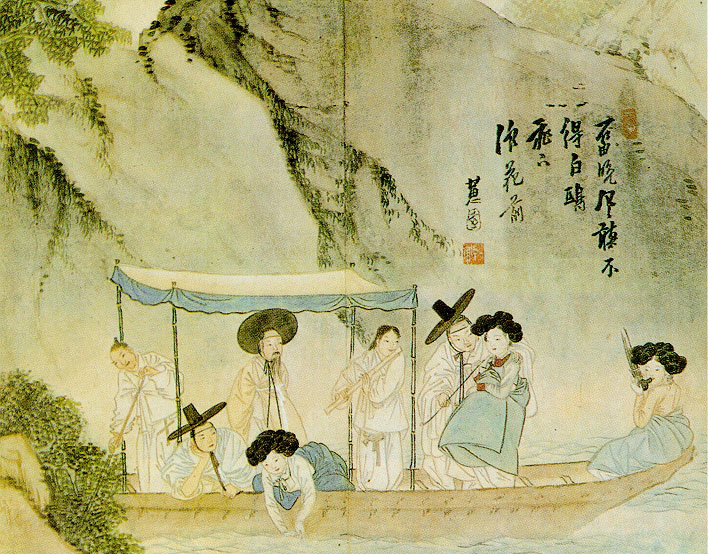
Кисэн с официальными лицами на борту лодки.

Кисэн играли важную роль в политике государства. Они были обязаны обслуживать посольства Китая и Японии и сопровождать их в поездках по стране.
Благодаря роду своих занятий кисэн были одними из самых осведомлённых людей своего времени. Именно они передали правительству информацию о готовящемся нападении мятежной армии Хон Кён Рэ на Чонджу в начале XIX века.
Много кисэн было в армейских гарнизонах, особенно на неспокойных границах с Маньчжурией. Здесь они выполняли домашнюю работу по приготовлению пищи, пошиву одежду, а также оказывали услуги развлекательного и сексуального характера.
В течение Семилетней войны в конце XVI века кисэн часто оказывали свои услуги воеводам японской армии. При этом из патриотических побуждений многие из них пытались убить своих японских клиентов или выведать у них важную информацию.
Некоторые кисэн были активными участницами движения освобождения в начале XX века. Иногда они поднимали на борьбу других женщин страны и брали на себя лидерство в движении за независимость. Около 50 кисэн приняло участие в демонстрации в поддержку Движения Первого Марта в 1919 году.

## Региональные различия

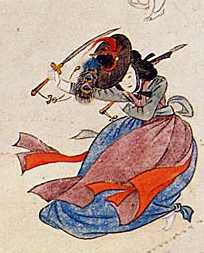
Кисэн из Чинджу, исполняющая танец с мечами.

Численность кисэн в Корее не превышала нескольких тысяч. Они были распространены по всей стране, в больших городах их численность доходила до нескольких сотен. Они располагались также при придорожных станциях и гостиницах.
Количество кисэн отличалось в различных регионах страны. Во время Чосон городом с наибольшим количеством кисэн (около тысячи) был Сеул (в то время он назывался Хансон). Многие из них работали при королевском дворе и помогали артистам на больших фестивалях. Самые талантливые и красивые девушки уезжали работать из провинции в столицу, а малопреуспевающих, напротив, отсылали обратно.
Большое количество кисэн также жило в старых столицах Кэсоне и Пхеньяне. Кисэн Пхеньяна считались самыми искусными и красивыми. Пхеньянская школа кисэн считалась одной из лучших в стране и продолжала работать практически до конца периода японского колониального правления. Пхеньянские кисэн могли повторить по памяти кван сан юн ма, поэму XVIII века композитора Син Кван Су.
Другие районы концентрации существовали вокруг военных баз, в особенности на северной границе страны. Например во времена короля Седжона в XV веке к военной базе в Йонбёне было прикомандировано порядка 60 кисэн. На военных базах роль кисэн не была в первую очередь развлекательной — они в основном выполняли обычную женскую работу.
Кисэн из других регионов также обладали своими особенностями. К примеру, кисэн Чинджу были знамениты исполнением танца с мечами. Кисэн с острова Чеджудо были известны искусством джигитовки. Во многих случаях примечательные умения кисэн отражали региональные особенности. Кисэн региона Квандон на восточном побережье, знаменитого своими прекрасными видами, запоминали наизусть поэму кван тон пёль кок, прославляющую природу региона. Кисэн региона Хонам на юго-западе обучались искусству пхансори, а девушки из города Андон знали наизусть Великое Учение.

## Упоминания в литературе и искусстве

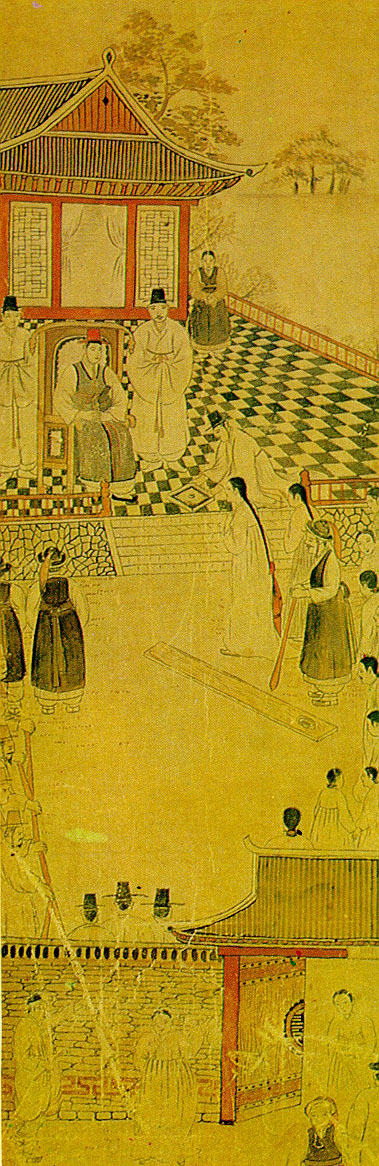
Чхун Хян перед судьёй, неизвестный художник времён династии Чосон.

Кисэн стали играть важную роль в корейской литературе — как в народной, так и в элитной — начиная с середины династии Чосон. Кисэн появляются в качестве героинь в рассказах, например, Чхунхян и во многих других произведениях.
В народном творчестве кисэн появляются в конце правления династии Чосон. Их изображения типичны для известного художника начала XIX века Хе Вона, чьи работы посвящены как жизни чхонминов, так и эротическим мотивам.
В XX веке Кисэн появляются в искусстве как Южной так и Северной Кореи. Новое видение популярных историй о кисэн, как литературных, вроде Чхунхян, так и исторических, продолжают проникать в популярную современную корейскую литературу и кинематограф.
К примеру, главная роль в фильме «Воспламененный живописью», или «Штрихи огня» (Chwi-hwa-seon, 2002) отдана кисэн, возлюбленной главного героя — известного художника Чжан Сын Опа (1845—1899).
Жизни и творчеству одной из наиболее известных кисэн и поэтесс эпохи Чосон Хван Джин И (1506—1544) посвящены снятые в Южной Корее телесериал «Хван Чин И» (Hwang Jin-yi) 2006 года (в главной роли — Ха Чжи Вон) и одноименный художественный фильм 2007 года (в главной роли — Сон Хе-гё).
В 2011 году известным южнокорейским режиссером Сон Мун Квоном был снят многосерийный сериал «История кисэн» (Shin Gisaeng Dyeon / New Tales of Gisaeng).

## Известные кисэн
- Ли Мэ Чхан, поэтесса из Пуана.
- Хон Ран.
- Сольмэ, отличалась умом.
- Хван Джин И, музыкантша из Кэсона.
- Нон Кэ, знаменита убийством японского генерала во время битвы при Чинджу.
- Ке Воль Хян, покушалась на жизнь японского генерала Кониси Юкинага в Пхеньяне.
- Ман Хян или Хам Хын
- Чхун Чоль из Чунджу
- Ю Чи из Хванджу
- Э Му.
- Ким Ча Я, считается последней кисэн в Южной Корее, прошедшей классический курс обучения.